# Frießnitzer See – Struth
Das Naturschutzgebiet Frießnitzer See – Struth liegt im Landkreis Greiz und im Saale-Orla-Kreis in Thüringen. Es erstreckt sich südwestlich, westlich, nördlich, östlich und südöstlich von Struth, einem Ortsteil der Gemeinde Harth-Pöllnitz. Am nordwestlichen Rand verläuft die B 2 und am nordöstlichen Rand die B 175.

## Bedeutung
Das 355 ha große Gebiet mit der NSG-Nr. 345 wurde im Jahr 1995 unter Naturschutz gestellt.

## Schutzmaßnahmen
Die NABU-Stiftung Nationales Naturerbe und der NABU-Kreisverband Gera-Greiz führten 2012 bis 2013 umfangreiche Schutzmaßnahmen im NSG, Großteils finanziert durch den Europäischen Landwirtschaftsfonds für die Entwicklung des ländlichen Raums (Kurzform ELER), durch. Es wurde u. a. im See 90.000 Kubikmeter Schlamm ausgebaggert und eine Beweidung mit Wasserbüffeln eingeführt. Auch die Natura 2000-Station Osterland ist im NSG aktiv.